# 8. honvedski poljskotopniški polk (Avstro-Ogrska)
Za druge 8. polke glejte 8. polk.
8. honvedski poljskotopniški polk (izvirno nemško Feldkanonenregiment Nr. 8; madžarsko 8. honvéd tábori ágyúsezred) je bil artilerijski polk Kraljevega madžarskega domobranstva.

## Zgodovina

### Prva svetovna vojna
Polkovna narodnostna sestava leta 1914 je bila sledeča: 92% Madžarov in 8% drugih.

## Poveljniki
- maj 1914: Albert Pohl[1]